# Эпане
Эпане́ (фр. Épaney) — коммуна во Франции, находится в регионе Нижняя Нормандия. Департамент коммуны — Кальвадос. Входит в состав кантона Морто-Кулибёф. Округ коммуны — Кан.
Код INSEE коммуны — 14240.

## Население
Население коммуны на 2010 год составляло 474 человека.
| 1962 | 1968 | 1975 | 1982 | 1990 | 1999 | 2010 |
| ---- | ---- | ---- | ---- | ---- | ---- | ---- |
| 336  | 305  | 270  | 302  | 352  | 315  | 474  |

## Экономика
В 2010 году среди 307 человек трудоспособного возраста (15—64 лет) 223 были экономически активными, 84 — неактивными (показатель активности — 72,6 %, в 1999 году было 71,6 %). Из 223 активных жителей работали 210 человек (120 мужчин и 90 женщин), безработных было 13 (9 мужчин и 4 женщины). Среди 84 неактивных 29 человек были учениками или студентами, 37 — пенсионерами, 18 были неактивными по другим причинам.